# Roger Wheeler
Roger Wheeler (27 febbraio 1926 – Tulsa, 27 maggio 1981) è stato un imprenditore statunitense.

## Biografia
Fu il primo presidente della Telex Corp. e primo proprietario della World Jai Alai.
Nel 1981, Wheeler venne assassinato nella sua automobile mentre stava lasciando la Southern Hills Country Club, a Tulsa, dopo la sua partita settimanale di golf.
Il 14 marzo 2001, ex componenti della Winter Hill Gang, James Bulger, Stephen Flemmi e Johnny Martorano, furono accusati per l'assassinio insieme ad altri due cospiratori. In una dichiarazione, Martorano confessò 20 omicidi avvenuti per mano sua, incluso quello di Wheeler. Nel 2003, l'ex poliziotto dell'FBI, Harold Paul Rico, fu accusato di questo omicidio, ma si difese affermando che la morte di Wheeler avvenne per mano di un socio di Bulger, non di Martorano.
| Controllo di autorità | VIAF (EN) 707149198244774940008 · LCCN (EN) n2013049133 |